# یواس‌اس لوئیزیانا (۱۸۶۱)
یواس‌اس لوئیزیانا (۱۸۶۱) (به انگلیسی: USS Louisiana (1861)) یک کشتی بود که طول آن ۱۴۳ فوت ۲ اینچ (۴۳٫۶۴ متر) بود. این کشتی در سال ۱۸۶۱ ساخته شد.